# Плігінський Володимир Григорович
Плігі́нський Володи́мир Григо́рович (* 19 червня 1884 — † ?)  — російський радянський ентомолог, спеціаліст із систематики жуків, фауністики Криму, захисту рослин, один із засновників вітчизняної спелеоентомології. Завідувач Курської станції захисту рослин.

## Біографія
В. Г. Плігінський народився 19 червня 1884 року в Севастополі. Він закінчив Севастопольське реальне училище, Санкт-Петербурзький технологічний інститут і Харківський імператорський університет. 1 серпня 1914 року він обійняв посаду завідувача новоствореного Курського губернського ентомологічного бюро. Після революції (1917) 26 квітня 1918 року таємним голосуванням його більшістю голосів (14 проти 6) члени Наради агрономічного і спеціального персоналу при агрономічному відділі місцевої Ради переобрали В. Плігінського на ту саму посаду.
Наступного року установу перейменували на Курську станцію захисту рослин. В. Плігінський очолював її до свого звільнення (1926). Протягом кількох наступних років він займався дослідницькою роботою, просвітництвом, охороною природи. З 1929-го або від початку 1930-х років сліди його життя невідомі.

## Наукова, виробнича та просвітницька діяльність
В 1911—1912 роках В. Г. Плігінський брав участь у роботі новоствореного Харківського товариства природничників. Він визначав жуків, що зберігалися в колекціях зоологічного кабінету Харківського університету. Згодом він підготував серію розлогих статей про жуків Криму (дивись «Основні праці»). Пізніше він так само активно працював у Курському товаристві краєзнавців (1929).
В. Плігінський описав нові для науки види, причому не лише жуків [Pseudaphaenops jacobsoni  (Pliginskiy, 1912), Anthaxia mamaj  Pliginskiy, 1924, Harpalus mitridati Pliginskiy, 1915 тощо]), але й комах з інших груп (скорпіонові мухи Boreus chagzhigireji Pliginsky, 1914; Boreus navasi Pliginsky, 1914 та ін..).
В. Плігінський є автором щонайменше 29 наукових публікацій, численних рецензій та десятків статей і брошур прикладного та просвітницького характеру.
Його зусиллями у Курській губернії було створено мережу повітових пунктів і спостерігачів по захисту рослин, дослідно-садівничу станцію у Курську, майстерню по виготовленню наочних посібників для лекцій, практичних занять тощо Він регулярно виїздив до повітів для обстеження угідь, організації заходів проти тварин-шкідників, читання лекцій..
Вчений розробив простий і зручний прилад для здобування членистоногих з деревинної трухи, опалого листя тощо. Прилад нині відомий під назвою фотоеклетор Плігінського.

## Список публікацій

### Результати наукових досліджень
Жуки Крыма (Coleoptera, Carabidae) // Записки Крымского общества естествоиспытателей и любителей природы // Т. I. — 1912. — С. 110—143; Т. II. — 1913. — С. 46-71; Т. III. — 1913. — С. 93-106; Т. V. — 1916. — С. 115—144; Т. X. — 1928. — С. 40-100.
К фауне пещер Крыма// Русское энтомологическое обозрение. — 1912. — Том
12. — С. 503—506.
Майки Кавказского Музея // Известия Кавказскаго Музея, 1912—1913, т. 7.
Энтомологические миниатюры. — Протокол о-ва исп.природы Харьковского ун-та, Харьков: Типолитогр. М. Сергеева и К. Гальченко, 1913.
Из наблюдений над насекомыми. — В кн.: По Крыму: Сборник 2. Симферополь: Тип. Таврич. Губ. Земства,1914, с. 68-72.
Новый вид рода Lonitis F. из Крыма (Coleoptera.Meloidae) // Рус. Энтомол. Обзор., 1914, т. 14, № 4, с. 429—430.
Новые виды рода Boreus Latr. из Крыма(Neuroptera, Panorpidae) // Рус. Энтомол. Обзор., 1914, т. 14, № 4, 5 с.
Массовое размножение и массовый лет некоторых насекомых. Покровительная окраска чешуекрылых // Рус. Энтомол. Обзор., 1914, 14, № 4, с. 491—496.
К статье С. Н. Альфераки. — Курск: Тип. Губ. Земства, 1915. — 2 с.
Материалы по фауне жесткокрылых Таврической губернии // Русское энтомологическое обозрение, 1916, т. 16.
Животные Курской губернии. — В: Курский край: сборник по природе, истории, культуре и экономике Курской губернии: Вып. 2. — Курск: Сов. деревня, 1925. — 95 с.
К фауне пещер Крыма. Сообщение 3. // Русское энтомологическое обозрение. 1927, т. 21. № ?, с. 171—180.
К биологии некоторых крымских чешуекрылых//Рус. энтомол. обозрение.- 1929.-Т. 23.-С. 93-100.
Фауна западной части Центрально-Черноземной области. — Курск: [б. и.], 1929. — 25 с.- (Курское общество краеведения).

### Рецензії
Рецензия на статью: Н. Д. Лебедев. Бабочки Крыма//3ап. Крым, о-ва естествоиспытателей и любителей природы, 1912, т. 2, с. 173—174.
Рецензия на кн.: Воронков Н. Коловратки и общий характер планктона водоемов Яйлы (1912) // Записки Крымского общества естествоиспытателей и любителей природы. — Т. II. — 1913. — С. 181—182.
Рецензия на кн.: Лебедев Н. Д. Бабочки Крыма (Записки Крымского горного клуба, 1912) // Записки Крымского общества естествоиспытателей и любителей природы. — Т. II. — 1913. — С. 173—174.
Рецензия на кн.: Мокржецький С. О., Щеголев И. М. Вредные насекомые и болезни растений, наблюдавшиеся в Таврической губернии в течение 1911 года // Записки Крымского общества естествоиспытателей и любителей природы. — Т. II. — 1913. — С. 175—176.
Рецензия на кн.: Шугуров А. М. Материалы к изучению географического распределения прямокрылых в Таврической губернии (записки Новороссийского общ-ва естествоисп.) // Записки Крымского общества естествоиспытателей и любителей природы. — Т. II. — 1913. — С. 177—178.
Рецензия на кн.: Щеголев И. М. Грушевый пилильщик (Труды ЕИМ ТГЗ, 1912) // Записки Крымского общества естествоиспытателей и любителей природы. — Т. II. — 1913. — С. 178—179.
Рецензия на кн.: Яната А. А. Вред, наносимый мушкой розам (Труды ЕИМ ТГЗ, 1912) // Записки Крымского общества естествоиспытателей и любителей природы. — Т. II. — 1913. — С. 180—181.
Рецензия . на кн.: Лебедев Н. К фауне чешуекрылых Крыма // Записки Крымского общества естествоиспытателей и любителей природы. — Т. V. — 1916. — С. 172—173.
Рецензия . на кн.: Никольский А. М. Пресмыкающиеся и земноводные Кавказа // Записки Крымского общества естествоиспытателей и любителей природы. — Т. V. — 1916. — С. 173—175.
Рецензия . на кн.: Рыбные промыслы в районе южных железных дорог и меры к их развитию // Записки Крымского общества естествоиспытателей и любителей природы. — Т. V. — 1916. — С. 184—185.
Рецензия . на кн.: Рыбные промыслы в районе южных железных дорог и меры к их развитию // Записки Крымского общества естествоиспытателей и любителей природы. — Т. V. — 1916. — С. 184—185.
Рецензия . на кн.: Мартынов А. Заметки о фауне "Trichoptera"Крыма // Записки Крымского общества естествоиспытателей и любителей природы. — Т. VII. — 1920. — С. 63-64.
Рецензия . на кн.: Четвериков С. С. Энтомологические экскурсии в окрестностях Старого Крыма летом 1913 года // Записки Крымского общества естествоиспытателей и любителей природы. — Т. VII. — 1920. — С. 63.
Рецензия на кн.: Яната А. А. Материалы к биологии букарки (Труды ЕИМ ТГЗ, 1912) // Записки Крымского общества естествоиспытателей и любителей природы. — Т. II. — 1913. — С. 179—180.
Рецензия на книгу: Плотников В. К вопросу о борьбе с азиатской саранчой в
Семиречье. — Русск. энтомол. обозр., 1915, т. 15, № 2, с. 280.

### Прикладна ентомологія, захист рослин
Приготовление и употребление парижской зелени — Курск: тип. Курского. губ. земства, 1915. — 10 с.
Несколько слов о паразитарном методе. Курсы садоводов, плодоводов, огородников. — 1915, № 5, с. 256—258.
Фауна ловчих колец // Энтомол. вестник (Курск) [б. и.], 1915, т. 2. — 3 с.
Животные, вредившие с.х. культурам в Курской губернии в 1915 г. — Курск, Типография губернского земства, 1916. — 28 с.
Истребляйте яблонную медяницу! Листок № 11. — Курск: Типография Курского губернского земства, 1919.
Главные вредители поля и огорода и борьба с ними. — М.: Новая деревня, 1925. — 104 с.
Из записной книжки врача растений//3ащита растений от вредителей и болезней.-1931.-Т. 7.- С. 425—429.

## Визнання і пам'ять
Авторитет В. Плігінського як фахівця захисту рослин підтверджує лист знаного спеціаліста у цій галузі московського професора М. М. Богданова–Катькова. 6 травня 1919 року, надсилаючи В. Плігінському брошуру, він писав:
 «Підвідділ боротьби із шкідниками <…> звертається до Вас із покірним проханням не відмовити додати до бібліотеки Підвідділу Ваші праці як прикладного, так і загально біологічного характеру. Підвідділ <…> при наявних умовах книжкового ринку і мізерних асигнуваннях на бібліотеку позбавлений можливості комплектувати її без Вашої допомоги».
Колекції, зібрані В. Плігінським в Криму, зберігаються у ЗІНі, де їх вивчають сучасні дослідники, причому не лише ентомологи, а й арахнологи.
Пам'ять про В. Г. Плігінського увічнена його колегами — зоологами, які назвали нових для науки комах на честь Володимира Григоровича. Зокрема, завідувач лабораторії прямокрилих Зоологічного інституту (ЗІНу) РАН Е. Ф. Мірам у 1929 році описала коника пилохвіста Плігінського — Poecelimon pliginskii. У 1956 році знаний спеціаліст по лускокрилих І. В. Кожанчіков описав кримського метелика Eumelasina pliginskii. До Червоної книги України занесений жук стафілін Плігінського — Tasgius pliginskii (Bermhauer, 1915), до Червоної книги АР Крим — рачок–бокоплав ніфаргус Плигинского — Niphargus pliginskii Martynov, 1931.